# Csőgör Lajos
Csőgör Lajos (Nagysármás, 1904. március 18. – Budapest, 2003. július 8.) magyar fogorvos, a Bolyai Tudományegyetem, majd a Marosvásárhelyi Orvosi és Gyógyszerészeti Intézet alapító rektora, orvosi szakíró, közíró. Csőgör Erzsébet férje.

## Életpályája
Középiskoláit a nagyenyedi Bethlen Gábor Kollégiumban végezte, egyetemi tanulmányait Szegeden kezdte és Kolozsvárt fejezte be. 1935-től a Bethlen Kollégium iskolai fogorvosa, 1940-től tanársegéd, 1944-től egyetemi tanár a fogászati tanszéken Kolozsvárt, aztán 1949-től Marosvásárhelyen az OGYI tanszékvezető tanára. Doktor docens (1960), az orvosi akadémia elnökségi tagja (1969), a Szocialista Munka Hőse (1971), érdemes orvos (1972).
Már egyetemi hallgató korában az Erdélyi Fiataloknak, majd a Falvak Népének és a Magyarpárti Ellenzéket képviselő Ellenzéki Közlönynek a szerkesztője és munkatársa; részt vett az antifasiszta ellenállási mozgalomban. A kolozsvári gettó felállításakor egy ideig rendelőjében nyújtott menedéket Szegő Júliának.
A második világháború után Kolozs megye alispánja s a Magyar Népi Szövetség (MNSZ) egyik vezetője volt. Az egyetem szervezőbizottságának elnöke, 1945-től 1948-ig a Bolyai Tudományegyetem, majd 1948-49-ben és 1964-től 1967-ig a marosvásárhelyi OGYI rektora; e tisztségeiben sikerült mindkét intézményt a korszerű magyar tudományosság hazai központjaivá fejlesztenie. Több ízben nemzetgyűlési képviselő. 1949-ben a szocialista törvényesség megsértésével bebörtönözték, de 1956-ban rehabilitálták és visszahelyezték tanszékére.
Nemcsak román és magyar szakfolyóiratokban (Stomatologie, Fogorvosi Szemle, Budapest, Orvosi Szemle), hanem a napisajtóban is számos írása jelent meg az orvosi felsőoktatás, az ifjúság nevelése, az orvosi etika kérdéseiről s különösen az ivóvíz fluorizálásáról.
Vigyázz a fogadra! c. munkáját a helyes szájápolásról 1949-ben, Fogászat című egyetemi jegyzetét (Guzner Miklóssal és Mészáros Gézával) 1958-ban adták ki; 1964 és 1967 között a marosvásárhelyi kétnyelvű Orvosi Szemle-Revista Medicală főszerkesztője.
Emlékiratai a Bolyai Tudományegyetemről az 1990-es években jelentek meg.

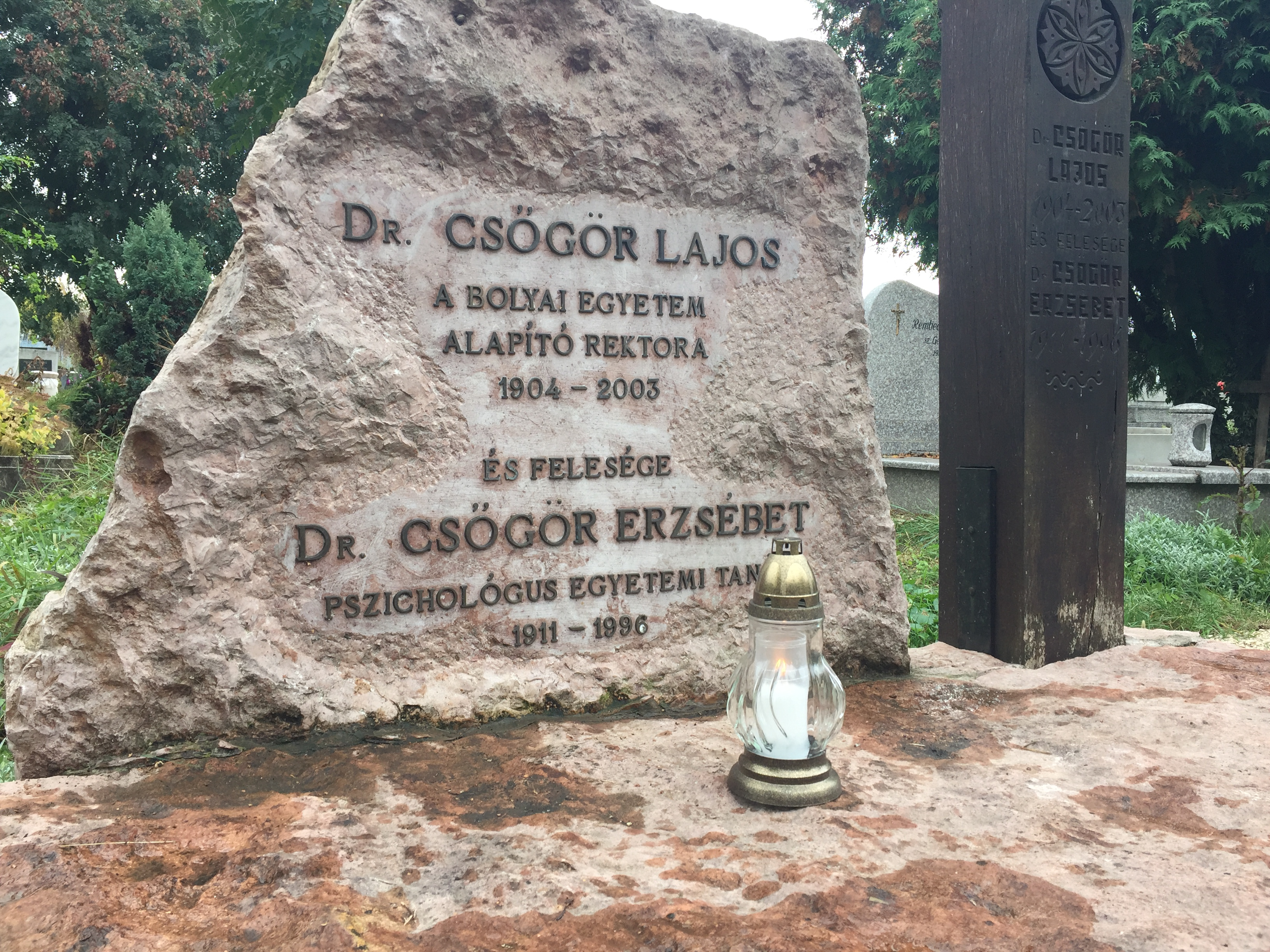
Csőgör Lajos sírja a budaörsi temetőben

## Főbb művei
- Vigyázz a fogadra! A helyes szájápolás; Állami, Bukarest, 1949
- Erdély magyar egyeteme, 1944–1949. 1. Csőgör Lajos emlékirata. Dokumentumok, 1944–1945; vál., szöveggond., szerk. Lázok János és Vincze Gábor, tan., jegyz. Vincze Gábor; Custos, Marosvásárhely, 1995
- Csőgör Lajos börtönévei, 1949–1955. Áruló haza; összeáll. Csőgör István, életinterjú Barabás Béla, szerk. Veress Zoltán, bev. Csőgör István, Benkő Samu; Polis, Kolozsvár, 2010 + DVD